# Джон Фостър Дълес
Джон Фостър Дълес (на английски: John Foster Dulles) e американски политик, държавен секретар през 1953 – 1959 година, по времето на президента Дуайт Айзенхауер. Той въвежда понятието brinkmanship („балансиране на ръба“) – изкуство на водене на рискована политка на ръба на войната (до крайния предел на безопасността/сигурността).
По-малкият му брат Алън Дълес е директор на ЦРУ (1953 – 1961).
На името на Джон Фостър Дълес е наречено основното летище, обслужващо американската столица Вашингтон - Летище „Вашингтон-Дълес“.

## За него
- Richard H. Immerman, John Foster Dulles: Piety, Pragmatism, and Power in U.S. Foreign Policy (1998) ISBN 0-8420-2601-0
- Louis Jefferson, The John Foster Dulles Book of Humor (1986) St. Martin's Press, ISBN 0-312-44355-2
- Stephen Kinzer, Overthrow. Henry Holt and Company (2006). ISBN 0-8050-8240-9
- Stephen Kinzer, The Brothers: John Foster Dulles, Allen Dulles, and Their Secret World War (2013), Times Books, ISBN 0-8050-9497-0
- Frederick Marks, Power and Peace: The Diplomacy of John Foster Dulles (1995) ISBN 0-275-95232-0
- Ronald W. Pruessen, John Foster Dulles: The Road to Power (1982), The Free Press ISBN 0-02-925460-4
- Alan Stang, The actor; the true story of John Foster Dulles, Secretary of State, 1953–1959 Western Islands (1968)
- Hoopes Townsend, Devil and John Foster Dulles (1973) ISBN 0-316-37235-8.